# 陸羽東線
陸羽東線（りくうとうせん）は、宮城県遠田郡美里町の小牛田駅から山形県新庄市の新庄駅までを結ぶ、東日本旅客鉄道（JR東日本）の鉄道路線（地方交通線）である。全線に「奥の細道湯けむりライン」の愛称が付けられている。
東北地方では幹線の東北本線や奥羽本線が南北に縦貫している。陸羽東線はその両者を連絡する路線の一つで、1917年（大正6年）に全線が開通した。全線が単線で非電化である。起点側の小牛田駅、古川駅付近は大崎平野の田園地帯であり、路線の中間は鳴子温泉などの温泉地を抱く奥羽山脈のただなか、終点側の新庄駅付近は新庄盆地の中である。起点の小牛田駅では石巻線、終点の新庄駅では陸羽西線にも接続しており、石巻線、陸羽東線、陸羽西線の3路線によって、太平洋側と日本海側が結ばれている。
陸羽東線はかつて急行列車の運転経路であり、また幹線が不通になった際の迂回経路としての役割も持っていたが、交通環境の変化でそれも薄れた。近年では観光列車やイベント列車が運行されており、観光路線の一面を持つようになった。クルーズトレイン「TRAIN SUITE 四季島」の乗り入れも度々行われている。その一方、路線の乗客数の少なさが問題にもなっている（「平均通過人員」節も参照）。
全線が大都市近郊区間の「仙台近郊区間」で、小牛田駅から古川駅までの各駅と鳴子温泉駅でICカード乗車券「Suica」が利用可能である。

## 歴史
1892年（明治25年）、国が建設すべき鉄道路線を定めた鉄道敷設法が公布された。この中の奥羽線の部において、「福島県下福島近傍ヨリ山形県下米沢及山形、秋田県下秋田青森県下弘前ヲ経テ青森ニ至ル鉄道及本線ヨリ分岐シテ山形県下酒田ニ至ル鉄道」、「宮城県下仙台ヨリ山形県下天童若ハ宮城県下石ノ巻ヨリ小牛田ヲ経テ山形県下舟形ニ至ル鉄道」等が規定された。これらのうち小牛田より舟形町までの区間が陸羽東線に当たる。その他の路線は、順に奥羽本線、陸羽西線、仙山線、石巻線に当たる。しかし、奥羽線が1905年（明治38年）に全線開通したものの、他の路線は着工されなかった。このため、関係する自治体は早期着工の陳情活動を行い、1910年（明治43年）に小牛田から新庄、新庄から酒田までの区間が重要な路線として優先的に建設される第一期線に編入された。
陸羽東線の建設においては、計画されていた経路の一部が誘致活動により変更された。鉄道敷設法では「舟形ニ至ル鉄道」と規定されていたが、新庄町の誘致によって陸羽東線の終点は舟形町から新庄町に変わった。また宮城県側では古川から岩出山へ直線的な線路の敷設が計画されていたが、第一期線編入後に加美郡の町村長達が陳情を行い、加美郡中新田町に近い志田郡志田村まで線路が引き込まれ、ここに中新田駅（現在の西古川駅）が設置されることになった。しかし、中新田町の近くといっても加美郡内に鉄道が引かれるわけではなかったので、鉄道敷設のために寄付金を準備していた中新田町の町会は紛糾したという。
陸羽東線の建設は1910年（明治43年）から行われた。『最上町史』によれば、1910年（明治43年）に測量、1911年（明治44年）から実質的な工事が行われた。まず1913年（大正2年）に、小牛田駅 - 岩出山駅間が陸羽線（りくうせん）として開業し、1914年（大正3年）に川渡駅（現・川渡温泉駅）まで、1915年（大正4年）に鳴子駅（現・鳴子温泉駅）まで延伸した。新庄側では、1915年（大正4年）に新庄駅 - 瀬見駅（現・瀬見温泉駅）が新庄線（しんじょうせん）として開業し、1916年（大正5年）に羽前向町駅（現・最上駅）まで延伸した。全線開通は1917年（大正6年）で、その際、新庄線が陸羽線に編入されて陸羽東線と改称した。総工費は600万6880円だった。当時の建設事務所が記した陸羽東線建設概要には、陸羽東線は仙北軽便鉄道や陸羽西線と連絡して太平洋側の石巻や日本海側の酒田を結ぶ奥羽地方における重要な山脈横断鉄道であると記されている。陸羽東線と同時に鉄道敷設法に記されていた石巻から小牛田の区間は私鉄の仙北軽便鉄道により1912年（大正元年）に開通し、陸羽西線は1914年（大正3年）に全線開通した。宮城県と山形県を結ぶもう一つの路線である仙山線の全線開通は陸羽東線全線開通から20年後の1937年（昭和12年）だった。
第二次世界大戦中の1944年（昭和19年）には、新庄付近の奥羽本線との並行区間の線路が不要不急線として撤去されたが、戦後の1960年（昭和35年）に原状に復している。
1959年（昭和34年）から1960年代にかけて、陸羽東線で準急列車や急行列車が運転されるようになった。準急「たざわ」「もがみ」、急行「みちのく」「千秋」である。「たざわ」「もがみ」「千秋」は陸羽東線経由で太平洋側の仙台駅と、酒田駅や秋田駅などの日本海側の都市の各駅を結ぶ列車だが、「みちのく」は鳴子駅と東京の上野駅を結ぶ直通列車だった。

### 年表
- 1913年（大正2年）4月20日：小牛田駅 - 岩出山駅間 (24.8 km) を陸羽線として新規開業、古川・中新田・岩出山の各駅を新設[15]。
- 1914年（大正3年）
  - 4月19日：岩出山駅 - 川渡駅間 (14.0 km) を延伸開業、池月・川渡の各駅を新設[16]。
  - 9月13日：北浦駅を新設[17]。
- 1915年（大正4年）
  - 4月18日：川渡駅 - 鳴子駅間 (6.1 km) を延伸開業、鳴子駅を新設[18]。
  - 6月11日：古川駅を陸前古川駅に改称[19]。
  - 11月1日：新庄駅 - 瀬見駅間 (19.1 km) を新庄線として新規開業、長沢・瀬見の各駅を新設[20]。
- 1916年（大正5年）8月1日：瀬見駅 - 羽前向町駅間 (9.4 km) を延伸開業、羽前向町駅を新設[21]。
- 1917年（大正6年）11月1日：鳴子駅 - 羽前向町駅間を延伸開業し全通、陸羽線に新庄線を編入して陸羽東線と線名改称、中山平・堺田・富沢の各駅を新設[22]。
- 1927年（昭和2年）2月3日：瀬見駅付近で、下り701列車に大雪崩が襲来し車両転覆。3名即死。
- 1929年（昭和4年）2月13日：長沢駅 - 瀬見駅間で、吹雪のため小牛田行き列車が立ち往生。12時間後に134人が救出される。
- 1934年（昭和9年）5月15日：小牛田駅 - 陸前古川駅間ガソリンカー運転開始[23]。
- 1944年（昭和19年）12月1日：鳥越信号場を新設[24]し、鳥越信号場 - 新庄駅間 (5.0 km) の線路を撤去し奥羽本線と共用化。
- 1949年（昭和24年）2月1日：大堀駅を新設[25]。
- 1952年（昭和27年）
  - 1月25日：東鳴子駅を新設[26]。
  - 11月15日：富沢駅を羽前赤倉駅に改称。
- 1955年（昭和30年）2月15日：東大崎駅を新設。
- 1957年（昭和32年）4月1日：中新田駅を西古川駅に改称。
- 1959年（昭和34年）7月10日：立小路・東長沢の各駅を新設。
- 1960年（昭和35年）
  - 5月1日：塚目・上岩出山の各駅を新設。
  - 8月13日：陸前谷地駅を新設。
  - 12月20日：鳥越信号場を廃止し[27][注 2]、鳥越信号場 - 新庄駅間を別線に戻す。南新庄駅を新設。
- 1964年（昭和39年）2月1日：西岩出山駅を新設。
- 1965年（昭和40年）9月1日：鵜杉駅を新設。
- 1967年（昭和42年）12月12日：連査閉塞方式導入。
- 1974年（昭和49年）3月23日：蒸気機関車運転終了[29]。
- 1980年（昭和55年）11月1日：陸前古川駅を小牛田側へ0.3 km移転の上、古川駅に改称[27]。
- 1983年（昭和58年）3月7日：CTC導入。
- 1987年（昭和62年）4月1日：古川駅 - 新庄駅間の貨物営業廃止、国鉄分割民営化に伴い東日本旅客鉄道（全線・第1種）および日本貨物鉄道（小牛田駅 - 古川駅間 (9.3 km)・第2種）が承継。
- 1996年（平成8年）3月16日：有備館駅を新設。
- 1997年（平成9年）3月22日：上岩出山駅を西大崎駅に、西岩出山駅を上野目駅に、川渡駅を川渡温泉駅に、東鳴子駅を鳴子御殿湯駅に、鳴子駅を鳴子温泉駅に、中山平駅を中山平温泉駅に改称[30]。
- 1998年（平成10年）12月8日：小牛田駅 - 鳴子温泉駅間にキハ110形気動車を投入[31]。ワンマン運転を開始[32]。
- 1999年（平成11年）
  - 12月4日：公募により決定した「奥の細道湯けむりライン」の愛称を使用開始。羽前赤倉駅を赤倉温泉駅に、羽前向町を最上駅に、瀬見駅を瀬見温泉駅に改称。
  - 12月20日：堺田駅、瀬見温泉駅、長沢駅の交換施設を撤去。
- 2002年（平成14年）4月1日：日本貨物鉄道が小牛田駅 - 古川駅間の第二種鉄道事業を廃止。
- 2011年（平成23年）
  - 3月11日：東北地方太平洋沖地震発生により全線で不通。4月3日運転再開。
  - 4月7日：東北地方太平洋沖地震の余震発生により全線で再び不通。4月16日運転再開。
- 2014年（平成26年）4月1日：全線が新設の仙台近郊区間となり、古川駅・鳴子温泉駅でICカード乗車券「Suica」サービス開始[8]。
- 2016年（平成28年）3月26日：北浦駅・陸前谷地駅で「Suica」サービスが開始[9]。
- 2023年（令和5年）3月18日：小牛田駅 - 西古川駅間のワンマン列車における後乗り前降りを廃止。
- 2024年（令和6年）7月26日：山形最上地域の大雨の影響で鳴子温泉駅 - 新庄駅間が不通[33]。線路脇の山からの大規模な土砂流入など同区間の19箇所で被害[34]。

## 運行形態

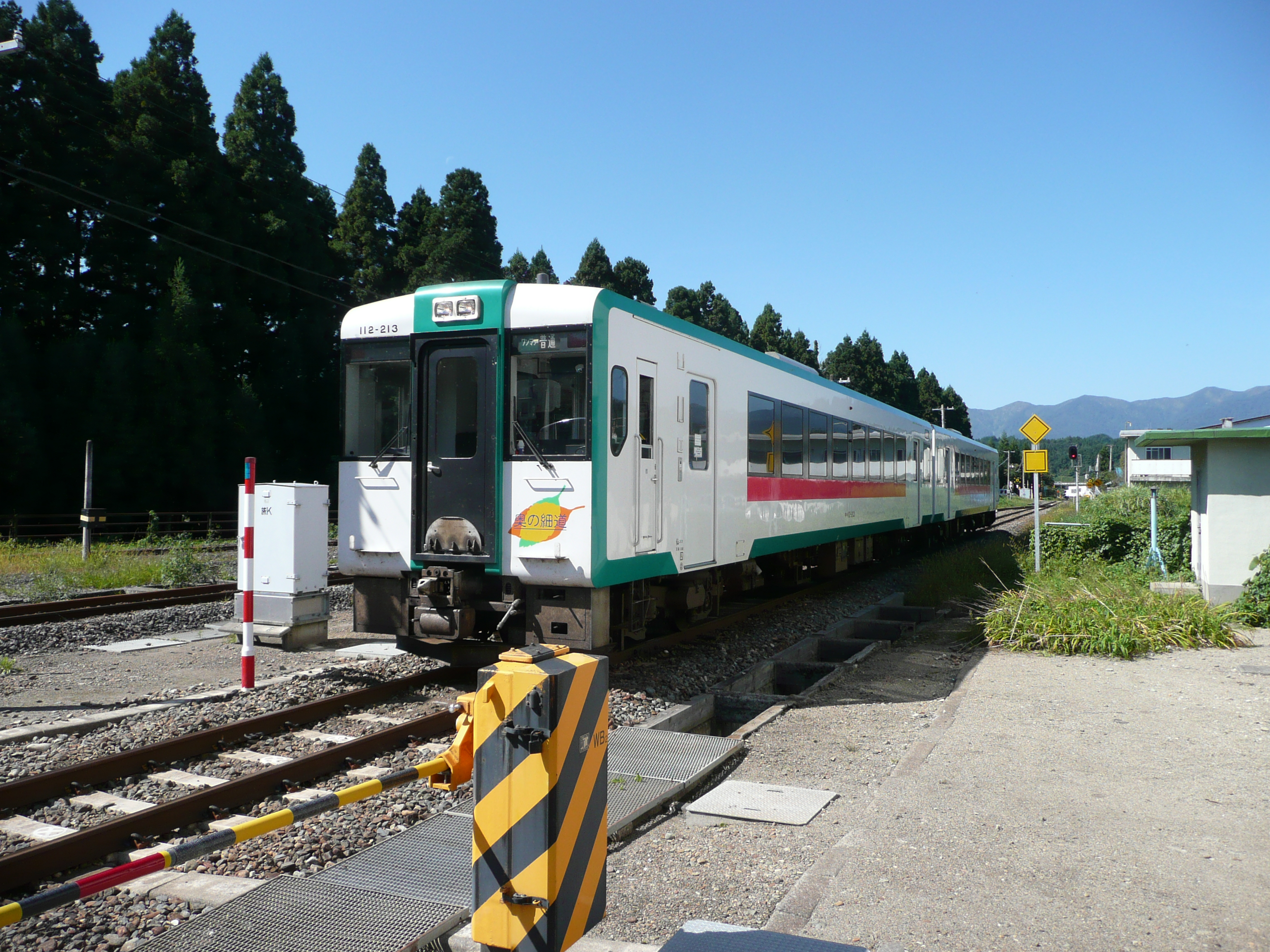
最上駅付近（2010年10月2日）

基本的に普通列車のみの線内運転で、運行系統としては鳴子温泉駅を境に東西に分割されているが、少数ながら全線を通して運転される列車も設定されている。かつては、全線を通して走る普通列車が多く、陸羽西線余目駅（一部はさらに羽越本線酒田駅）・石巻線女川駅への直通列車も多数存在したが、次第に運行区間の細分化が進んで現在の形態になっている。このほか、小牛田駅 - 古川駅間の区間列車（このうち1本は石巻線石巻始発）が設定されている。
朝の小牛田駅 - 古川駅間の1往復を除く全ての列車でワンマン運転が実施されており、専用の塗装を施された小牛田運輸区所属のキハ110系（キハ111形・キハ112形、またはキハ110形）が2両編成で使用されている。なお、小牛田駅 - 西古川駅間ではワンマン運転であってもすべての扉から乗り降りができる都市型ワンマン扱いである。キハ110系投入後も、石巻線からの直通列車やその折り返し列車（2014年時点で小牛田駅 - 古川駅間の1往復のみ）で東北地域本社色のキハ40形が使用されていたが、2015年5月30日の石巻線ダイヤ改正以後は定期列車のすべてがキハ110系での運転になっている。
小牛田駅に併設されている小牛田運輸区と新庄駅に併設されている新庄運転区にはそれぞれ蒸気機関車 (SL) の転車台が使用可能な状態で保存されており、両駅間において蒸気機関車の運行が可能である。
1999年の山形新幹線の山形駅 - 新庄駅間延伸に伴い新庄駅の構内配線が変わり、陸羽東線の列車は新庄駅での複数列車の進入ができなくなった。なお、新庄駅と鳴子温泉駅間の列車交換可能駅は最上駅のみであることと、最上駅を中心とする両駅の閉塞開通にはキハ110系でおよそ30分を要することから、以後、この区間の臨時列車入線には以下のような各種の工夫が見られるようになる。
- 2004年9月に蒸気機関車による臨時列車を運行した際は、定期列車の一部において新庄駅 - 鳴子温泉駅間を運休し、バス代行で凌いだ実績がある。
- 2007年9月8日・9日には「SL陸羽東線全線開通90周年号」が運転された。この時は8日が新庄駅から小牛田駅、9日は小牛田駅から新庄駅と、片往復の運行となった。特に9日の運行では、イベント臨時列車にもかかわらず小牛田駅発7時20分・新庄駅着10時49分のダイヤが引かれた。なお、定期列車には時刻変更等の影響はなし。
- 2007年10月27日から12月24日および2008年1月12日から2月24日の土曜・休日に運転の快速「湯けむりこがね2号」（新庄駅発11時34分）は、下り定期列車の時刻を最上駅から新庄駅までおよそ30分繰り下げ変更させたうえ、最上駅で交換している。

### 観光臨時列車

#### 快速湯けむり号
後述の「リゾートみのり」の後継列車として、2020年7月23日から仙台駅 - 新庄駅間で運転を開始した、指定席車を連結したキハ110による臨時快速列車。
停車駅は仙台駅・松島駅・小牛田駅・古川駅・岩出山駅・有備館駅・川渡温泉駅・鳴子御殿湯駅・鳴子温泉駅・中山平温泉駅・赤倉温泉駅・最上駅・瀬見温泉駅・新庄駅。
2021年4月17日からは全車指定席とし「東北のまつり」（仙台七夕まつり、山形花笠まつり、福島わらじまつり）のラッピング、2022年3月26日からは日本の鉄道開業150周年を記念して鉄道開業時の客車をイメージしたレトロラッピングを施したキハ110で運行されている。

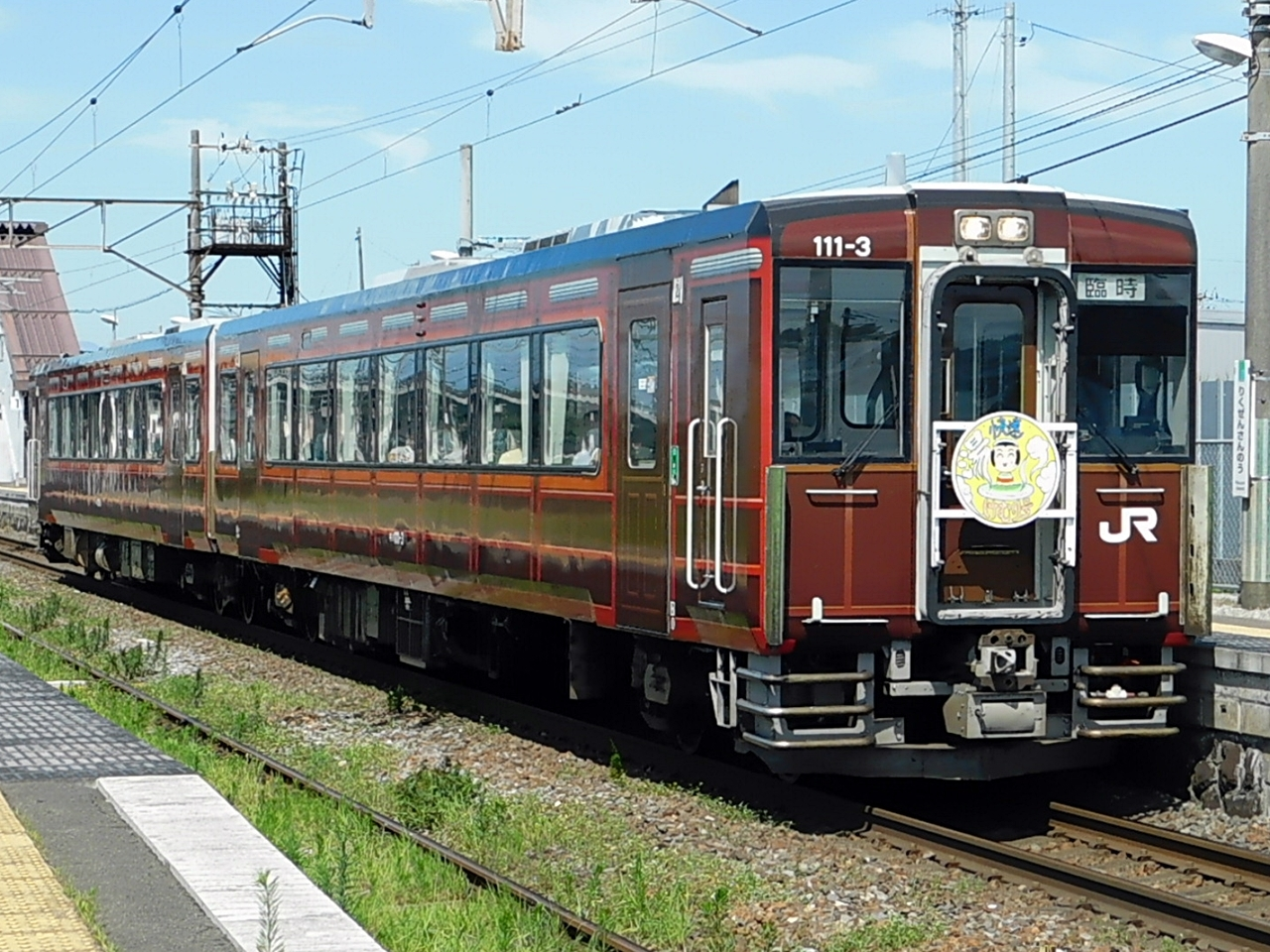
快速「湯けむり号」に使用されるレトロラッピング車両
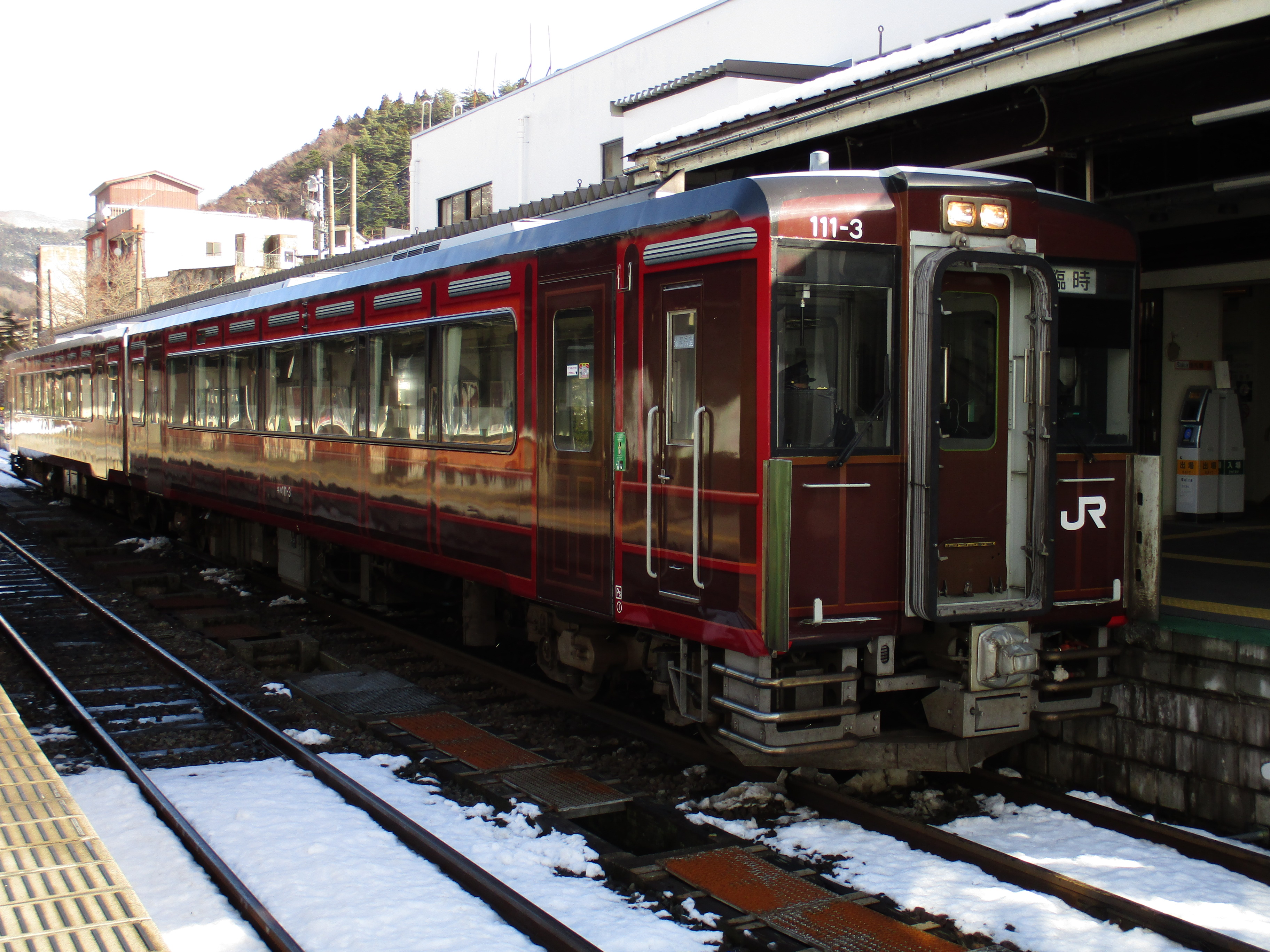
快速「湯けむり号」下り列車。鳴子温泉駅にて撮影。
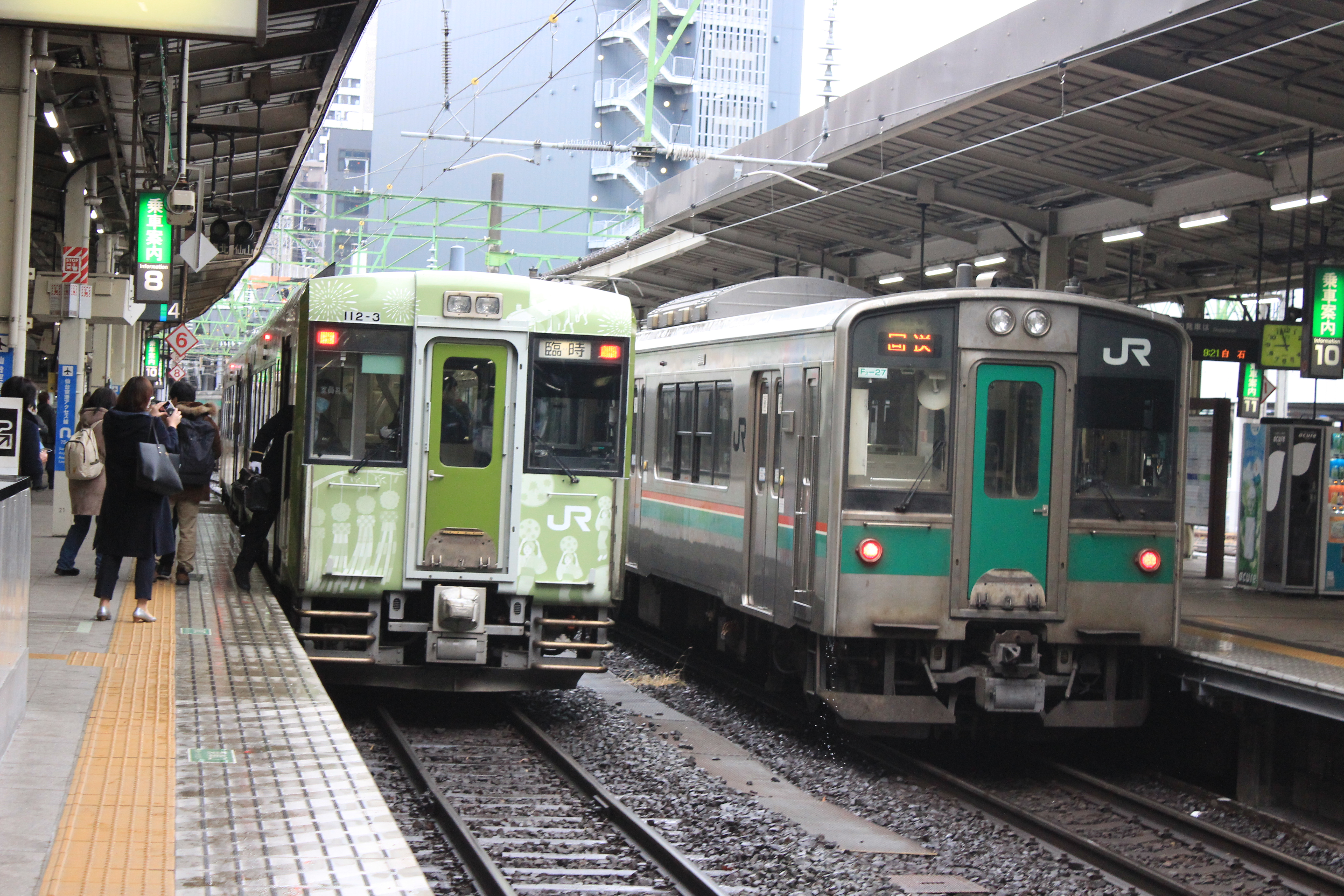
快速「湯けむり号」東北夏祭りラッピング（左）
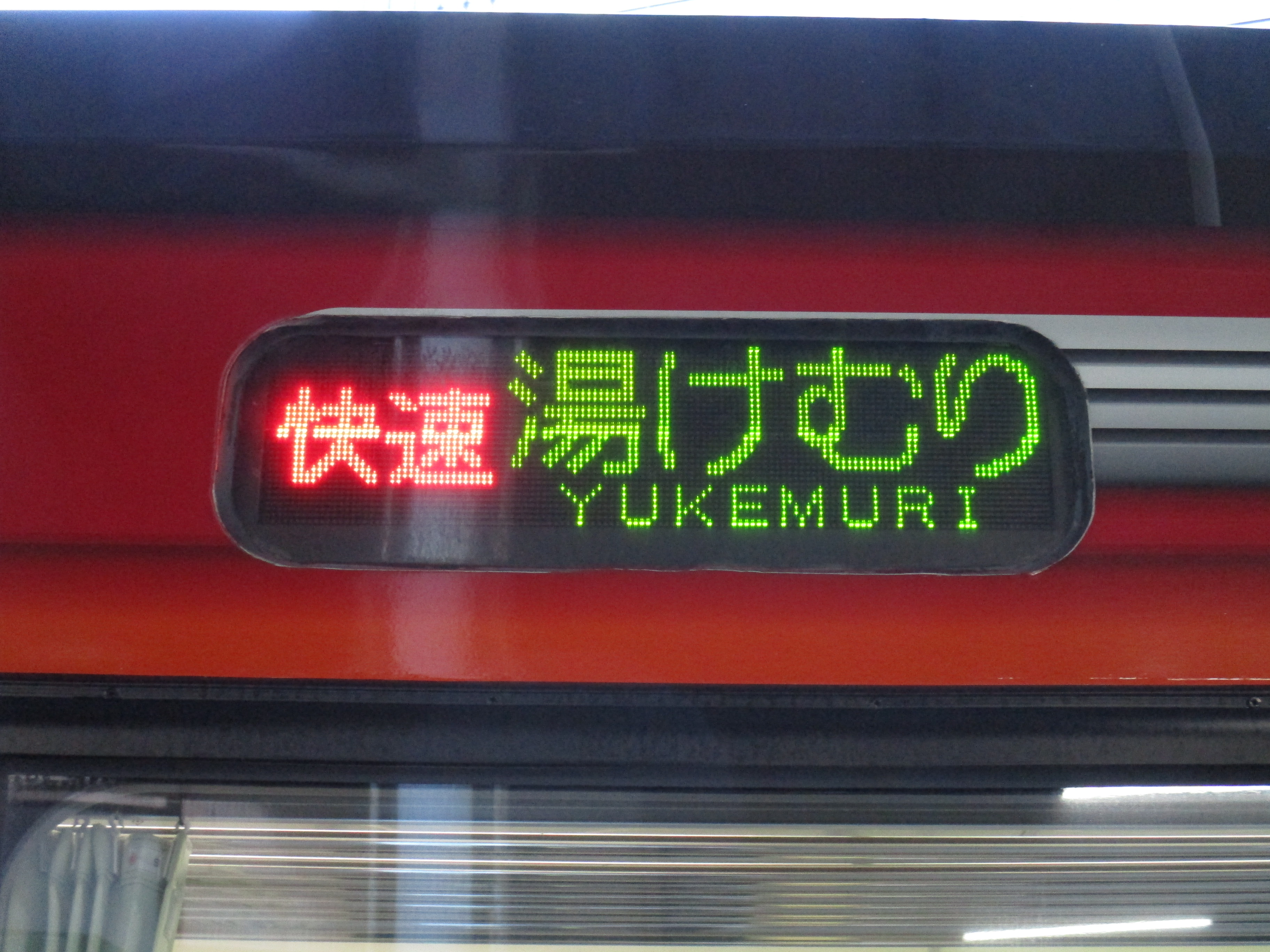
快速「湯けむり号」の行き先表示。
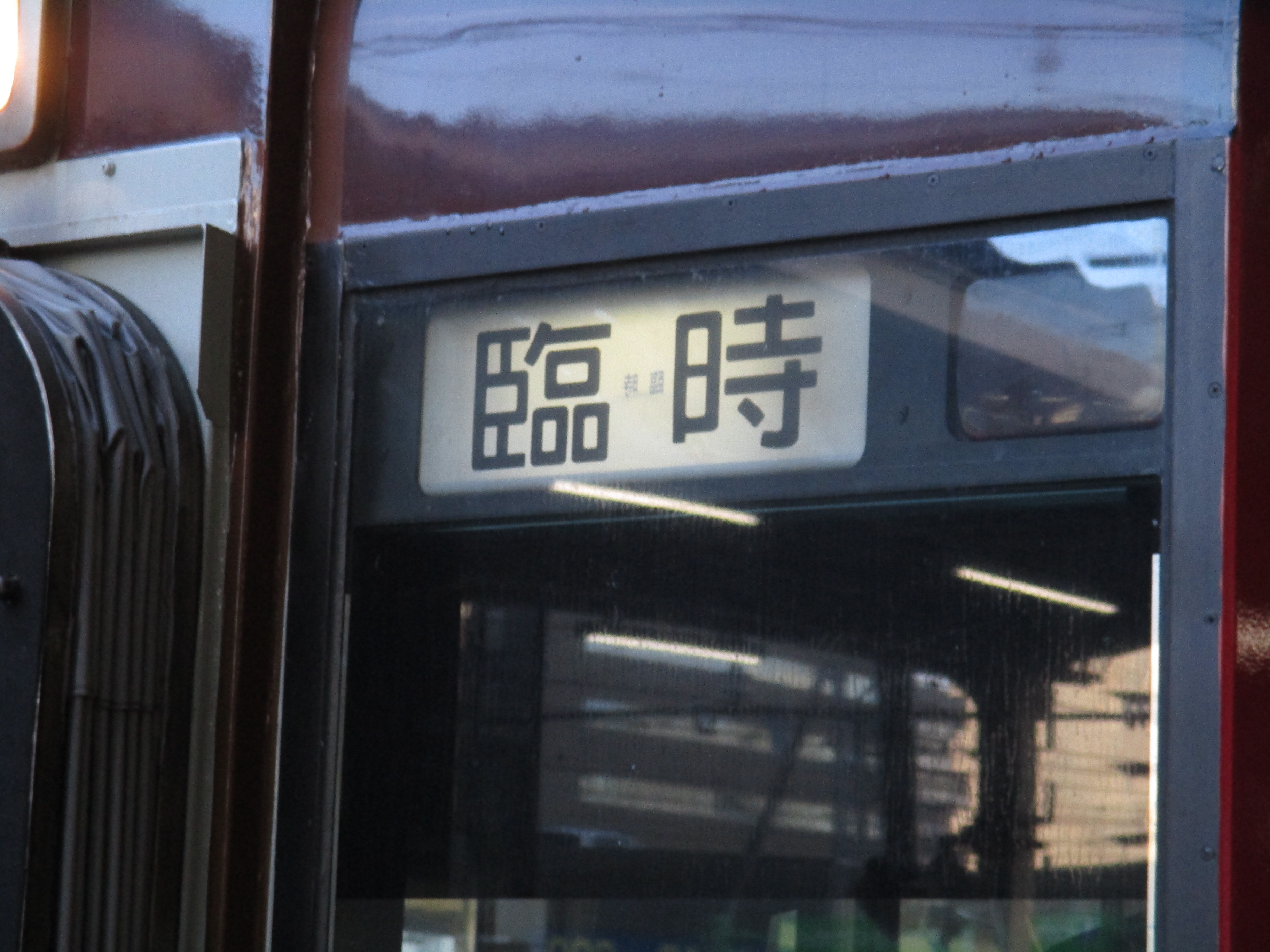
快速「湯けむり号」種別表示が「臨時」となっている。

#### 過去の観光臨時列車
- 1990年10月20・21日：小牛田駅開業100周年記念として、蒸気機関車D51 498牽引による臨時快速「SL紀行陸東号」を運転。
- 1999年12月：山形新幹線の新庄延伸を記念して、蒸気機関車C57 180牽引による臨時快速「SL奥の細道湯けむり号」を運転。
- 2004年9月18 - 20日：同線の蒸気機関車D51 498牽引の運行としては2度目となる臨時快速「SL義経号」を運転。
- 2004-2007年：ジョイフルトレイン「こがね」による臨時快速「湯けむりこがね」を仙台駅 - 新庄駅間（当初は仙台駅 - 鳴子温泉駅間）で運転。
- 2007年9月8・9日：全線開通90周年を記念して、蒸気機関車D51 498牽引による臨時快速「陸羽東線全線開通90周年号」を運転。
- 2008年3月15日から9月28日までの土曜・休日：キハ28・58形修学旅行塗装復元車「おもいで」を使用した臨時快速「おもいで湯けむり」を仙台駅 - 新庄駅間で運転。同年10月1日（仙台駅発着は10月4日）からは仙台支社の新ジョイフルトレイン「みのり」による臨時快速「リゾートみのり」も運転。
- 2008年12月20・21日：仙台・宮城デスティネーションキャンペーンの一環として、臨時快速「SL湯けむり号」を運転。当初は、蒸気機関車D51 498牽引による同線4度目の運転が予定されていたが、試運転中にJR東日本仙台支社の機関助士がボイラーの空焚きをおこし故障したため、急きょ真岡鐵道から蒸気機関車C11 325を借り、補助機関車としてディーゼル機関車DE10形を最後尾に連結して運転された。
- 2009年12月5日：山形新幹線新庄延伸10周年を記念して、蒸気機関車C11 325牽引による、「SLつばさ10周年号」を運転。翌6日には仙台・宮城「伊達な旅」キャンペーンの一環として、2年連続となる臨時快速「SL湯けむり号」を運転。同線でのSLの運転は、2007年から3年連続となった。
- 2010年12月18・19日：前年に引き続き仙台・宮城「伊達な旅」キャンペーンの一環として、臨時快速「SL湯けむり号」を運転。3年ぶりに蒸気機関車D51 498牽引。
- 2011年11月26・27日：東日本大震災からの復興を願って、蒸気機関車C11 325牽引による、「SL湯けむり復興号」を運転。
- 2020年4月：臨時快速「リゾートみのり」が新型コロナウイルス感染症の流行に伴い運休となる[41]。
- 2020年8月8日-10日：「リゾートみのり」が団体臨時列車「ありがとうリゾートみのり号」で最後の運転[42][41]。

以上のこれら「湯けむり」の愛称は本路線の愛称である「奥の細道・湯けむりライン」にちなむものとされている。

##### リゾートみのり

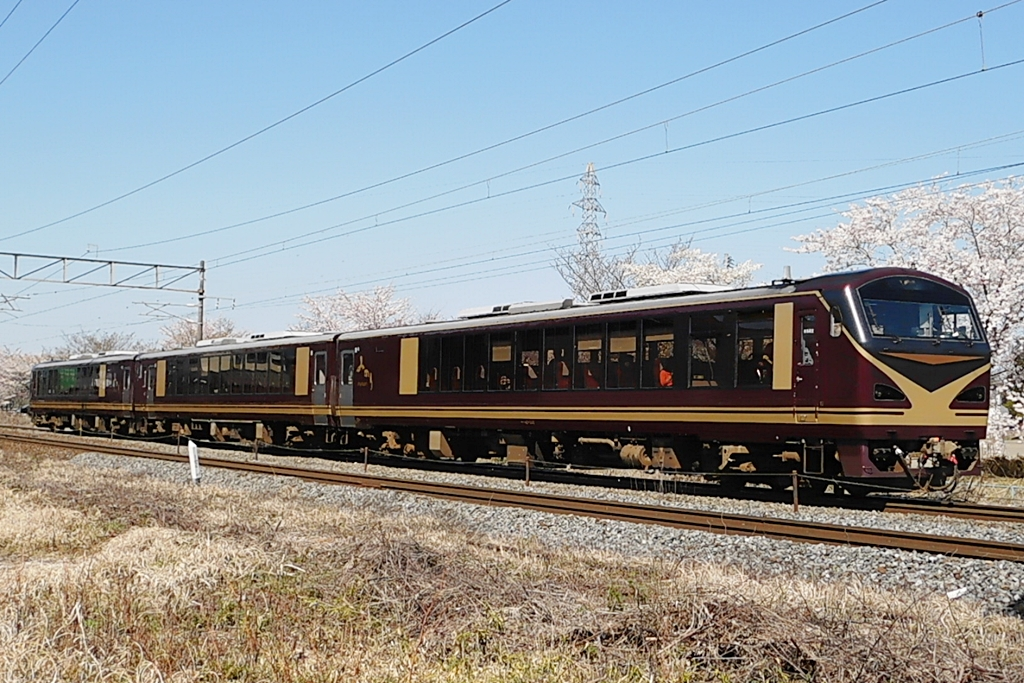
リゾートみのり

2008年10月に運行を開始した臨時快速列車である。運行区間は仙台駅 - 新庄駅間（仙台駅 - 小牛田駅間は東北本線経由）で金・土・日曜日を中心に運転していた。全席指定席の3両編成であるが2両で運転される場合があった。車内販売は日本レストランエンタプライズ (NRE) 仙台営業支店が担当し、オリジナルユニフォームを着用した車内販売員が乗務して駅弁や乗車記念グッズなどを販売していた。
当初は2020年6月28日が運行終了予定日であったが、新型コロナウイルス感染症の流行により同年4月から運転が取りやめとなったため、同年8月8日から10日にかけての団体臨時列車「ありがとうリゾートみのり号」が最後の運転となった。

### 過去の優等列車

#### 「たざわ」→「千秋」・「もがみ」
太平洋側の仙台駅を起点とし、本路線と陸羽西線を介して日本海側を結ぶ「もがみ」、本路線と奥羽本線を経由して仙台駅と秋田駅間を結ぶ「たざわ」（後に「千秋」〔せんしゅう〕）が運行されていた。この両列車はともに多層建て列車としては珍しく新庄駅で分割・併合を行うが、この相手が奥羽本線米沢駅発着の同名列車同士を併結した。そのため、下り方では、異なる列車名同士の列車が新庄駅で列車名称同士を組み合わせ、上り方では仙台駅行・米沢駅行編成をそれぞれ新庄駅で分割し、今度は行き先毎に列車名が異なる列車を併結するという、あたかもパズルのような運用を行っていた。
- 1959年（昭和34年）12月1日：臨時準急列車として、仙台駅・奥羽本線米沢駅 - 秋田駅間に「たざわ」、仙台駅・米沢駅 - 酒田駅間に「もがみ」が運行を開始。運行区間は「たざわ」が仙台駅・米沢駅 - 秋田駅間、「もがみ」は仙台駅・米沢駅 - 陸羽西線経由酒田駅間。
- 1960年（昭和35年）3月：「たざわ」・「もがみ」定期列車化。
- 1962年（昭和37年）
  - 2月20日：「たざわ」仙台駅 - 秋田駅間を単独で運行する列車を1往復増発。従来「もがみ」を連結していた「たざわ」は下り1号・上り2号を名乗る。
  - 4月21日：仙台駅 - 鳴子駅間を週末運行の臨時準急列車として「鳴子いでゆ」（なるご - ）を新設。
- 1965年（昭和40年）10月1日：「たざわ」の列車名を奥羽本線経由上野駅 - 秋田駅間運行の昼行急行列車の名称とし、仙台駅 - 秋田駅間を陸羽東線経由で運行する準急列車には「千秋」（せんしゅう）の名前が与えられる。また、「鳴子いでゆ」を廃止し、常磐線経由上野駅 - 鳴子駅・野辺地駅経由大鰐駅（現・大鰐温泉駅）間運行の急行列車「みちのく（下り）1号・（上り）2号」に統合。
- 1966年（昭和41年）3月5日：準急行制度の改変に伴い、「千秋」・「もがみ」急行列車に昇格。
- 1968年（昭和43年）10月1日：このときのダイヤ改正に伴い、「みちのく」の運行区間を上野駅 - 鳴子駅・釜石線経由宮古駅・花輪線経由弘前駅間とする。また、「もがみ」の運行区間を仙台駅・米沢駅 - 羽後本荘駅間に変更。
- 1969年（昭和44年）10月1日：「千秋（下り）1号・（上り）2号」運行区間を青森駅まで延長。
- 1970年（昭和45年）10月1日：「みちのく」廃止。これにより、東京発着の陸羽東線運行列車は1990年の「あけぼの」迂回運行まで運行されなくなる。
- 1972年（昭和47年）3月15日：「千秋（下り）2号・（上り）1号」院内駅以北を普通列車に格下げ。
- 1973年（昭和48年）10月1日：「千秋（上り）1号」の院内駅 → 新庄駅間を普通列車に格下げ。
- 1975年（昭和50年）11月25日：「千秋（下り）2号」新庄駅以北を普通列車に格下げ。
- 1982年（昭和57年）11月15日：東北・上越新幹線開業に伴うダイヤ改正により、「千秋」全列車廃止。「もがみ」仙台駅 - 酒田駅間運行列車を1往復増発。「もがみ」は従来の仙台駅・米沢駅 - 羽後本荘駅間列車と合わせて2往復体制となる。
- 1986年（昭和61年）11月1日：「もがみ」廃止。

陸羽東線内の急行停車駅
小牛田駅 - 古川駅 - 西古川駅 - 岩出山駅 - 川渡駅（現・川渡温泉駅）- 東鳴子駅（現・鳴子御殿湯駅） - 鳴子駅（現・鳴子温泉駅） - 羽前赤倉駅（現・赤倉温泉駅） - 羽前向町駅（現・最上駅） - 瀬見駅（現・瀬見温泉駅） - 新庄駅

#### 「いでゆ」→「湯けむり」
当線を運行していた急行列車「もがみ」の代替快速列車として1986年11月1日より運行を開始した快速列車に1988年3月13日のダイヤ改正の際に「いでゆ」の名称を与えた。名称の由来は1962年より1965年まで仙台駅 - 鳴子駅間を週末に運行した臨時準急列車「鳴子いでゆ」（なるごいでゆ）の「鳴子」を除いたものとされる。最多の時期で6往復の設定があった。当線内での速達列車としての役割だけではなく、仙台駅発着、石巻線女川駅発着の設定もあったが、1998年に仙台直通運転が廃止され、さらに翌1999年の山形新幹線新庄駅延伸に際して「湯けむり」に改称された。
1988年3月13日改正時点の「いでゆ」停車パターン
- 凡例…●：停車駅、－：通過駅

| 運行本数 | 運行本数 | 小牛田駅 | 北浦駅 | 陸前谷地駅 | 古川駅 | 塚目駅 | 西古川駅 | 東大崎駅 | 上岩出山駅 | 岩出山駅 | 西岩出山駅 | 池月駅 | 川渡駅 | 東鳴子駅 | 鳴子駅 | 中山平駅 | 堺田駅 | 羽前赤倉駅 | 立小路駅 | 羽前向町駅 | 大堀駅 | 鵜杉駅 | 瀬見駅 | 東長沢駅 | 長沢駅 | 南新庄駅 | 新庄駅 | 備考 |
| 下り     | 上り     | 小牛田駅 | 北浦駅 | 陸前谷地駅 | 古川駅 | 塚目駅 | 西古川駅 | 東大崎駅 | 上岩出山駅 | 岩出山駅 | 西岩出山駅 | 池月駅 | 川渡駅 | 東鳴子駅 | 鳴子駅 | 中山平駅 | 堺田駅 | 羽前赤倉駅 | 立小路駅 | 羽前向町駅 | 大堀駅 | 鵜杉駅 | 瀬見駅 | 東長沢駅 | 長沢駅 | 南新庄駅 | 新庄駅 | 備考 |
| -------- | -------- | -------- | ------ | ---------- | ------ | ------ | -------- | -------- | ---------- | -------- | ---------- | ------ | ------ | -------- | ------ | -------- | ------ | ---------- | -------- | ---------- | ------ | ------ | ------ | -------- | ------ | -------- | ------ | ---- |
| 1        | 1        | ●        | ●      | ●          | ●      | ●      | ●        | ●        | ●          | ●        | ●          | ●      | ●      | ●        | ●      | －       | ●      | ●          | －       | ●          | －     | －     | ●      | －       | ●      | －       | ●      |      |
| 1        | 1        | ●        | －     | －         | ●      | －     | ●        | －       | －         | ●        | －         | －     | ●      | ●        | ●      | ●        | ●      | ●          | ●        | ●          | ●      | ●      | ●      | ●        | ●      | ●        | ●      |      |
| -        | 2        | ●        | ●      | －         | ●      | －     | ●        | －       | －         | ●        | －         | ●      | ●      | ●        | ●      | ●        | ●      | ●          | ●        | ●          | ●      | ●      | ●      | ●        | ●      | ●        | ●      |      |
| 1        | 1        | ●        | －     | －         | ●      | －     | ●        | －       | －         | ●        | －         | －     | －     | ●        | ●      |          |        |            |          |            |        |        |        |          |        |          |        |      |
| 1        | 1        | ●        | －     | －         | ●      | －     | ●        | －       | －         | ●        | －         | ●      | ●      | ●        | ●      |          |        |            |          |            |        |        |        |          |        |          |        | ※    |
| 2        | -        | ●        | ●      | －         | ●      | －     | ●        | －       | －         | ●        | －         | ●      | ●      | ●        | ●      |          |        |            |          |            |        |        |        |          |        |          |        |      |
※：下り1本は石巻線女川駅始発（女川駅 - 小牛田駅間は普通列車、各駅停車）
「湯けむり」は2003年ごろまで新庄駅 - 小牛田駅間を1往復運行し、2004年春からは土日に新庄駅 - 仙台駅間の列車も増発（下りは新庄駅 - 鳴子温泉駅間普通列車扱い）していた。しかし同年秋のダイヤ改正で新庄駅 - 小牛田駅間の1往復が普通列車化し、2005年春の改正では土日の快速が鳴子温泉駅 - 仙台駅間に短縮になり、さらに同年冬の改正で土日のみ運行の普通列車になり、快速運転は臨時列車を除いて消滅した。なおこれには普通列車ながら「湯けむり」という愛称が付いている。

#### 「あけぼの」の迂回運転

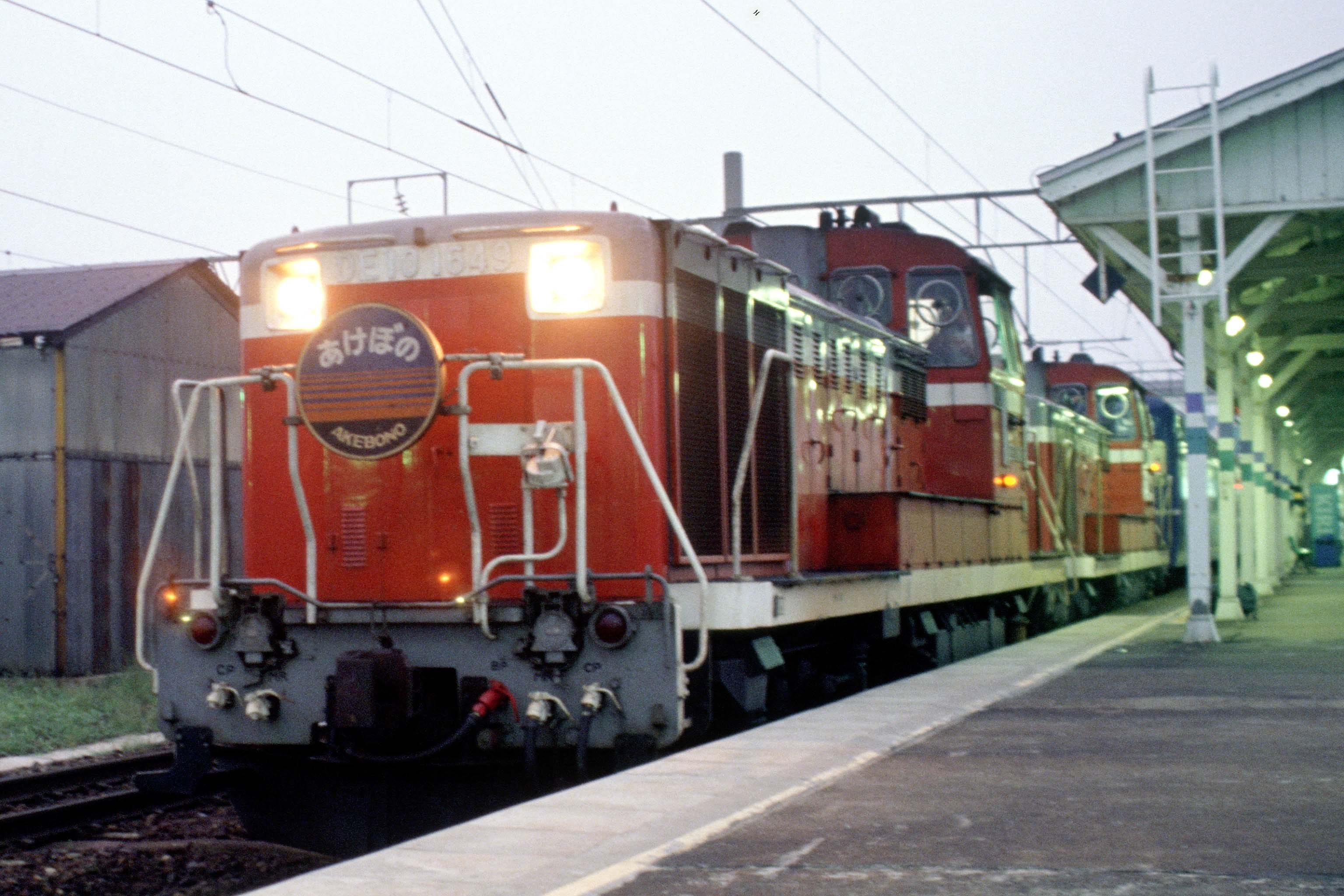
DE10形牽引時代の「あけぼの」

1990年（平成2年）9月1日より、山形新幹線工事による奥羽本線福島駅 - 山形駅間改軌に伴い、米沢駅経由で上野駅 - 青森駅間に運行されていた寝台特急「あけぼの」2往復のうち、主な利用客が山形県北部・秋田県南部としていた「あけぼの2・3号」（ダイヤ改正前の名称）1往復の運行経路を仙台駅・当線経由とし、同時に「あけぼの」（号数なし）に名称を変更した。
この経路自体は、「あけぼの」や同じく奥羽本線を運行した急行列車「津軽」が、奥羽本線が事故や災害で不通になった際に、山形駅で進行方向が変わって機関車の付け替え作業が必要となる仙山線経由や、山形県を通過できなくなる北上線・田沢湖線経由を避けて迂回路に採用した先例があった。そのうち、1973年（昭和48年）4月に奥羽本線が不通になった際、「あけぼの」は4月12日のみ陸羽東線を経由し、このとき同線に残っていた蒸気機関車C58形が牽引している。これはこうした緊急事態も含めて、定期特急列車を蒸気機関車が牽引した最後から2番目の事例であった。
これ以降、本路線では牽引機関車にDE10形ディーゼル機関車を用いることとなった。
1997年（平成9年）3月22日、秋田新幹線開業に伴うダイヤ改正により、夜行列車の運行体系が変更され、奥羽本線寝台特急列車としての「あけぼの」は廃止。上越線・羽越本線経由で運行していた寝台特急「鳥海」を「あけぼの」に改称した。

## 使用車両
通常、当線で運行される車両は以下のとおりで、すべての車両が小牛田運輸区所属の気動車である。
- キハ110形
  - 200番台 - 陸羽西線専用色・全車ワンマン運転対応。本来は陸羽西線用のものだが、よく使用されている。2011年7月16日から2015年5月29日まで、一部が仙石線の石巻 - 陸前小野間の運用に充当された。
- キハ111・112形
  - 3（常時連結） - 「レトロラッピング」車。「快速湯けむり号」等の臨時列車用として充当されている。2021年3月29日付で盛岡車両センターより転入した。JR-EAST FREE WiFiサービス対応。
  - 151（常時連結） - 標準色。当初ワンマン機器は当線に対応しておらず、車掌が乗務しての運用のみだったが2014年に当線ワンマン仕様になった。
  - 200番台（常時連結） - 陸羽東線色・全車ワンマン運転対応。

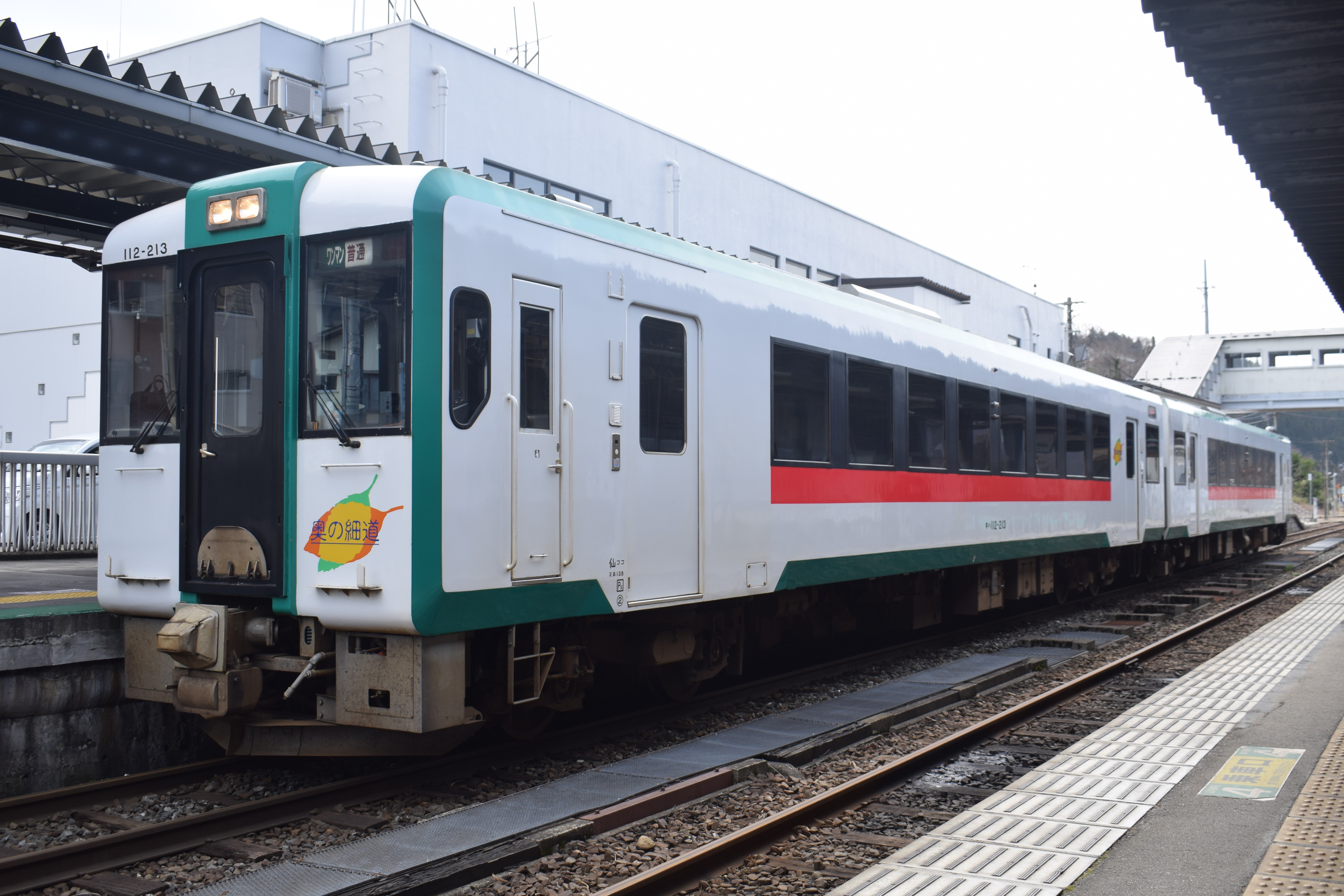
キハ112形（2020年3月28日 鳴子温泉駅）

### 過去の使用車両
- キハ40形 - 小牛田駅 - 古川駅間運転の一部列車のみ。2015年5月29日まで使用[46]。2015年まで使用された車両は本来は石巻線用のもの。
- キハ48形546・549・550 - リゾートみのり専用の改造車。詳しくは、「リゾートみのり」を参照。
- キハ58系 - 急行「千秋」「もがみ」など[47]に使用。
- C58形[48]

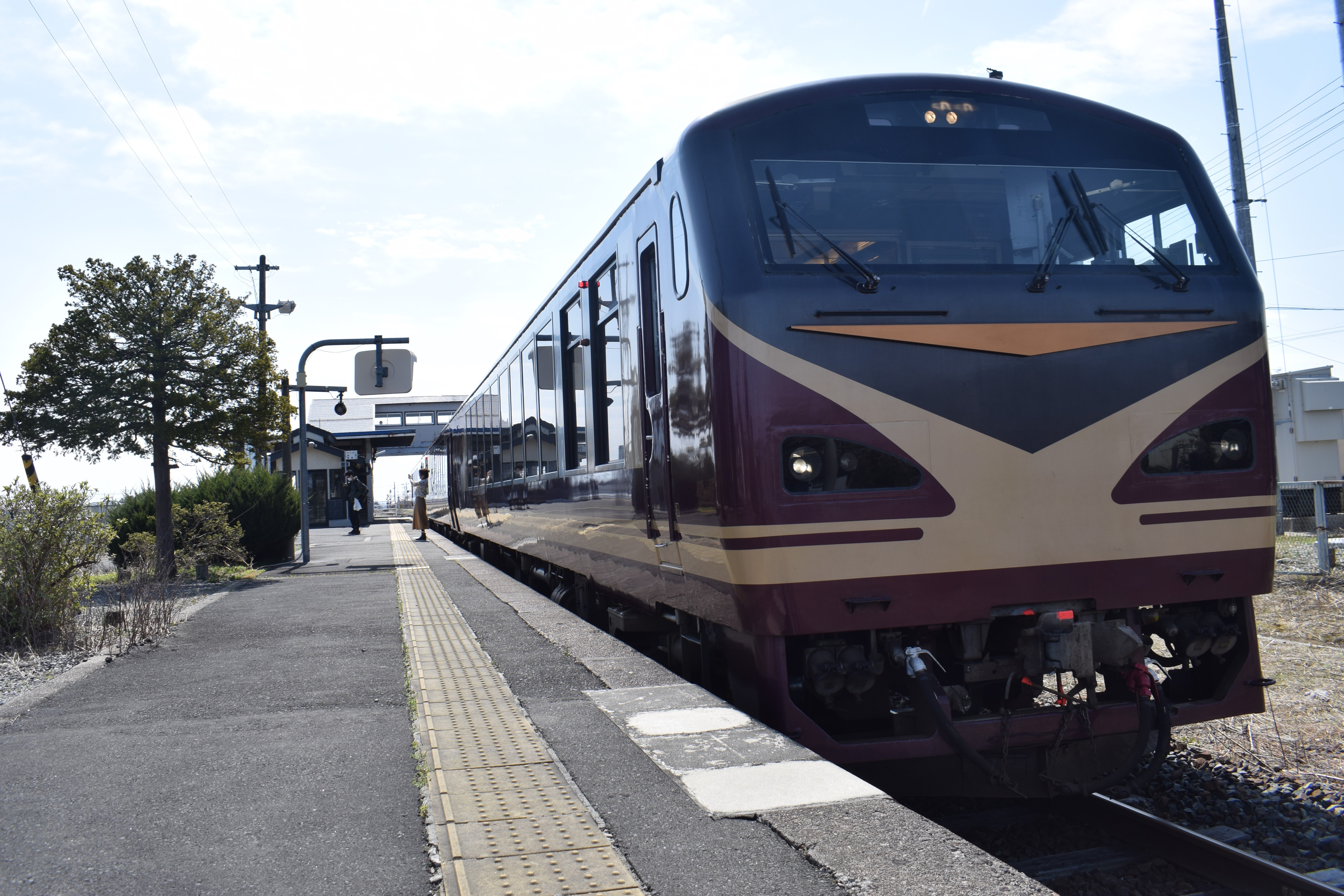
キハ48形 リゾートみのり（2020年3月28日 岩出山駅）

## 沿線概況
陸羽東線の起点である小牛田駅は鉄道の要衝である。南北に縦貫する東北本線から、石巻線が東の太平洋側に枝分かれしていくのに対して、陸羽東線は内陸の西側に向かう。山神社近傍の団地付近を経て、陸羽東線の線路は国道108号と並行し、北浦駅、陸前谷地駅へと大崎平野の中を進む。大崎平野は穀倉地帯であり、その農地は大崎耕土とも呼ばれている。その田園風景の中を列車は走る。
陸前谷地駅の次は、東北新幹線も乗り入れる古川駅である。東西方向に走る陸羽東線の真上を、南北方向に縦貫する東北新幹線が走っている。古川は大崎市の中心地である。また、銘柄米ササニシキやひとめぼれは古川農業試験場で育成されたものである。古川駅の北西側にはJR貨物のオフレールステーションがあり、コンテナが積み重ねられている。かつては貨物列車がここへ乗り入れていたが、現在ではここと仙台貨物ターミナル駅の間でトラックによるコンテナ輸送が行われている。
古川駅から西へ進むと、国道4号の高架をくぐって塚目駅、さらに東北自動車道の高架をくぐって西古川駅に至る。西古川駅付近から陸羽東線は北西方向に向かい、東大崎駅、西大崎駅を経て岩出山駅となる。岩出山には岩出山城跡があり、これは伊達政宗の居城だったことでも知られる。政宗は豊臣秀吉により米沢城から岩出山へ移され、仙台城の築城までここを本拠地としていた。仙台藩の学問所である有備館が残っており、その近傍に陸羽東線の有備館駅がある。
有備館駅を後にすると、線路は江合川を渡り、国道47号と並行して上野目駅、池月駅へ。そして鳴子温泉郷へと入り、川渡温泉駅（川渡温泉）、鳴子御殿湯（東鳴子温泉）、鳴子温泉駅（鳴子温泉）、中山平温泉駅（中山平温泉）と温泉地の駅が続く。温泉地として著名な鳴子だが、民芸品のこけしや伝統工芸品の鳴子漆器もある。鳴子温泉駅を出ると列車はまもなく鳴子トンネルに入り、そのトンネルの合間で名勝の鳴子峡を橋梁で渡る。ここは絶景の中に車両を収められる写真撮影の名所でもある。また、列車の乗客のために新緑や紅葉の時期にここで列車の徐行運転が行われることもある。
中山平温泉駅から西へ進むと宮城県と山形県の県境があり、山形県側に入って一つ目の駅は堺田駅である。ここは奥羽山脈の分水嶺である。駅前の小川は東西に分かれて流れ出ており、東への流れは江合川、旧北上川を経て石巻市で太平洋に、西への流れは小国川、最上川を経て酒田市で日本海へと注ぐ。
堺田駅からは、赤倉温泉駅、立小路駅、最上駅へと列車は下っていく。最上駅を出ると、大堀駅、鵜杉駅と続き、この辺りから小国川がつくった谷の中を、瀬見温泉駅、東長沢駅、長沢駅と辿って進む。瀬見温泉駅は瀬見温泉の最寄り駅である。谷間の狭い景色が開けてくると、奥羽本線と合流して、南新庄駅、終点の新庄駅に至る。小牛田駅同様、新庄駅も鉄道路線の十字路であり、陸羽東線と奥羽本線に加え、陸羽西線が日本海側へ向けて延びている。

## データ

### 路線データ
- 路線距離（営業キロ）：94.1 km
- 管轄（事業種別）：東日本旅客鉄道（第一種鉄道事業者）
- 駅数：27（起終点駅含む）
  - 陸羽東線所属駅に限定する場合、東北本線所属の小牛田駅、奥羽本線所属の新庄駅[51]が除外され、25駅となる。
- 軌間：1,067 mm
- 複線区間：なし（全線単線）
- 電化区間：なし（全線非電化）
- 最急勾配：18.2 ‰（鳴子温泉駅 - 赤倉温泉駅間）
- 閉塞方式：特殊自動閉塞式（軌道回路検知式）
- 保安装置：ATS-SN[2]
- 最高速度
  - 小牛田駅 - 鳴子温泉駅間：95 km/h
  - 鳴子温泉駅 - 新庄駅間：85 km/h
- 運転指令所：小牛田CTC
  - 運転取扱駅（駅が信号を制御）：小牛田駅
  - 準運転取扱駅（入換時は駅が信号を制御）：古川駅・鳴子温泉駅・新庄駅
- 車両基地（所在駅）：小牛田運輸区（小牛田駅）・新庄運転区（新庄駅）
- 大都市近郊区間：全線（仙台近郊区間）
- IC乗車カード対応駅：小牛田駅・北浦駅・陸前谷地・古川駅・鳴子温泉駅（Suica仙台エリア）

全線が東北本部の管轄である。国鉄時代は南新庄駅 - 新庄駅間の奥羽本線との並行区間については、同線と同じく秋田鉄道管理局の管轄だった。

### 駅一覧
- 定期列車は全列車普通列車（全駅に停車）
- 区分…直：直営駅、委：業務委託駅、簡：簡易委託駅、空欄：終日無人駅
  - 終日無人駅を除き、JR東日本による乗車人員集計対象駅[52]
- 線路（全線単線） … ◇・∨・∧：列車交換可、｜：列車交換不可
  - 新庄駅は、ホームでの陸羽東線列車同士の交換は不可であるが、車庫の出入庫等による列車交換可
- 駅名欄の背景色が■である駅（中山平温泉駅 - 南新庄駅）は、2024年7月の大雨の被害により不通となっている区間の駅を示す（2024年8月9日時点）。

| 駅名         | 区分 | 営業キロ | 営業キロ | 接続路線                                                              | 線路 | 所在地 | 所在地        | 所在地        |
| 駅名         | 区分 | 駅間     | 累計     | 接続路線                                                              | 線路 | 所在地 | 所在地        | 所在地        |
| ------------ | ---- | -------- | -------- | --------------------------------------------------------------------- | ---- | ------ | ------------- | ------------- |
| 小牛田駅     | 直   | -        | 0.0      | 東日本旅客鉄道：■東北本線・■石巻線・■気仙沼線                         | ∨    | 宮城県 | 遠田郡 美里町 | 遠田郡 美里町 |
| 北浦駅       |      | 4.5      | 4.5      |                                                                       | ◇    | 宮城県 | 遠田郡 美里町 | 遠田郡 美里町 |
| 陸前谷地駅   |      | 2.1      | 6.6      |                                                                       | ｜   | 宮城県 | 遠田郡 美里町 | 遠田郡 美里町 |
| 古川駅       | 直   | 2.8      | 9.4      | 東日本旅客鉄道： 東北新幹線                                           | ◇    | 宮城県 | 大崎市        | 大崎市        |
| 塚目駅       |      | 2.7      | 12.1     |                                                                       | ｜   | 宮城県 | 大崎市        | 大崎市        |
| 西古川駅     | 簡   | 3.8      | 15.9     |                                                                       | ◇    | 宮城県 | 大崎市        | 大崎市        |
| 東大崎駅     |      | 3.2      | 19.1     |                                                                       | ｜   | 宮城県 | 大崎市        | 大崎市        |
| 西大崎駅     |      | 2.8      | 21.9     |                                                                       | ｜   | 宮城県 | 大崎市        | 大崎市        |
| 岩出山駅     |      | 2.9      | 24.8     |                                                                       | ◇    | 宮城県 | 大崎市        | 大崎市        |
| 有備館駅     |      | 1.0      | 25.8     |                                                                       | ｜   | 宮城県 | 大崎市        | 大崎市        |
| 上野目駅     |      | 2.8      | 28.6     |                                                                       | ｜   | 宮城県 | 大崎市        | 大崎市        |
| 池月駅       |      | 3.8      | 32.4     |                                                                       | ◇    | 宮城県 | 大崎市        | 大崎市        |
| 川渡温泉駅   |      | 6.4      | 38.8     |                                                                       | ◇    | 宮城県 | 大崎市        | 大崎市        |
| 鳴子御殿湯駅 | 簡   | 3.9      | 42.7     |                                                                       | ｜   | 宮城県 | 大崎市        | 大崎市        |
| 鳴子温泉駅   | 委   | 2.2      | 44.9     |                                                                       | ◇    | 宮城県 | 大崎市        | 大崎市        |
| 中山平温泉駅 |      | 5.1      | 50.0     |                                                                       | ｜   | 宮城県 | 大崎市        | 大崎市        |
| 堺田駅       |      | 5.3      | 55.3     |                                                                       | ｜   | 山形県 | 最上郡        | 最上町        |
| 赤倉温泉駅   |      | 5.8      | 61.1     |                                                                       | ｜   | 山形県 | 最上郡        | 最上町        |
| 立小路駅     |      | 1.7      | 62.8     |                                                                       | ｜   | 山形県 | 最上郡        | 最上町        |
| 最上駅       | 簡   | 2.8      | 65.6     |                                                                       | ◇    | 山形県 | 最上郡        | 最上町        |
| 大堀駅       |      | 3.9      | 69.5     |                                                                       | ｜   | 山形県 | 最上郡        | 最上町        |
| 鵜杉駅       |      | 2.0      | 71.5     |                                                                       | ｜   | 山形県 | 最上郡        | 最上町        |
| 瀬見温泉駅   |      | 3.5      | 75.0     |                                                                       | ｜   | 山形県 | 最上郡        | 最上町        |
| 東長沢駅     |      | 6.0      | 81.0     |                                                                       | ｜   | 山形県 | 最上郡        | 舟形町        |
| 長沢駅       |      | 1.8      | 82.8     |                                                                       | ｜   | 山形県 | 最上郡        | 舟形町        |
| 南新庄駅     |      | 6.4      | 89.2     |                                                                       | ｜   | 山形県 | 新庄市        | 新庄市        |
| 新庄駅       | 直   | 4.9      | 94.1     | 東日本旅客鉄道：■山形新幹線・■奥羽本線（山形方面は山形線）・■陸羽西線 | ｜   | 山形県 | 新庄市        | 新庄市        |

1. ↑  気仙沼線の正式な起点は石巻線前谷地駅だが、一部の列車が小牛田駅に乗り入れている

#### 過去の接続路線
- 西古川駅：仙台鉄道

### 利用状況

#### 平均通過人員
各年度の平均通過人員（人/日）は以下のとおりである。
| 年度                   | 平均通過人員（人/日） | 平均通過人員（人/日） | 平均通過人員（人/日） | 平均通過人員（人/日） | 平均通過人員（人/日） | 出典   |
| 年度                   | 全区間                | 小牛田 - 古川         | 古川 - 鳴子温泉       | 鳴子温泉 - 最上       | 最上 - 新庄           | 出典   |
| ---------------------- | --------------------- | --------------------- | --------------------- | --------------------- | --------------------- | ------ |
| 1987年度（昭和62年度） | 2,411                 | 8,926                 | 2,740                 | 456                   | 1,273                 | [ 53 ] |
| 2011年度（平成23年度） | 935                   | 3,627                 | 1,084                 | 107                   | 465                   | [ 53 ] |
| 2012年度（平成24年度） | 988                   | 3,947                 | 1,132                 | 103                   | 476                   | [ 53 ] |
| 2013年度（平成25年度） | 1,032                 | 4,064                 | 1,182                 | 110                   | 513                   | [ 53 ] |
| 2014年度（平成26年度） | 980                   | 3,893                 | 1,115                 | 103                   | 490                   | [ 54 ] |
| 2015年度（平成27年度） | 969                   | 3,904                 | 1,100                 | 94                    | 474                   | [ 54 ] |
| 2016年度（平成28年度） | 944                   | 3,842                 | 1,071                 | 95                    | 446                   | [ 54 ] |
| 2017年度（平成29年度） | 925                   | 3,791                 | 1,073                 | 101                   | 394                   | [ 54 ] |
| 2018年度（平成30年度） | 906                   | 3,885                 | 1,032                 | 85                    | 363                   | [ 54 ] |
| 2019年度（令和元年度） | 850                   | 3,714                 | 949                   | 79                    | 343                   | [ 55 ] |
| 2020年度（令和02年度） | 629                   | 2,818                 | 666                   | 41                    | 289                   | [ 55 ] |
| 2021年度（令和03年度） | 660                   | 3,075                 | 665                   | 44                    | 306                   | [ 55 ] |
| 2022年度（令和04年度） | 687                   | 3,331                 | 708                   | 44                    | 254                   | [ 55 ] |
| 2023年度（令和05年度） | 698                   | 3,441                 | 726                   | 51                    | 229                   | [ 56 ] |

#### 収支・営業系数
2019年度（令和元年度）の平均通過人員が2,000人/日未満の線区（古川駅 - 鳴子温泉駅間、鳴子温泉駅 - 最上駅間、最上駅 - 新庄駅間）における各年度の収支（運輸収入、営業費用）、営業係数、収支率は以下のとおりである。▲はマイナスを意味する。利用者が多い区間（小牛田駅 - 古川駅間）のデータは開示されていない。
なお、鳴子温泉駅 - 最上駅間の2020年度（令和2年度）、2021年度（令和3年度）の収支率がともに0.5%、平均通過人員が2020年度（令和2年度）が41人、2021年度（令和3年度）が44人とJR東日本管内で最も低い数値であった。また、この区間では2020年度（令和2年度）、2021年度（令和3年度）ともに営業係数が20,000円を超えており、これはJR東日本管内でワーストであった。
| 年度                   | 収支（百万円） | 収支（百万円） | 収支（百万円） | 営業 係数 （円） | 収支率 | 出典   |
| 年度                   | 運輸 収入      | 営業 費用      | 計             | 営業 係数 （円） | 収支率 | 出典   |
| ---------------------- | -------------- | -------------- | -------------- | ---------------- | ------ | ------ |
| 2019年度（令和元年度） | 116            | 1,218          | ▲1,101         | 1,043            | 9.6%   | [ 57 ] |
| 2020年度（令和02年度） | 75             | 1,221          | ▲1,145         | 1,620            | 6.2%   | [ 57 ] |
| 2021年度（令和03年度） | 77             | 1,182          | ▲1,105         | 1,520            | 6.6%   | [ 59 ] |
| 2022年度（令和04年度） | 86             | 1,192          | ▲1,105         | 1,381            | 7.2%   | [ 58 ] |

| 年度                   | 収支（百万円） | 収支（百万円） | 収支（百万円） | 営業 係数 （円） | 収支率 | 出典   |
| 年度                   | 運輸 収入      | 営業 費用      | 計             | 営業 係数 （円） | 収支率 | 出典   |
| ---------------------- | -------------- | -------------- | -------------- | ---------------- | ------ | ------ |
| 2019年度（令和元年度） | 5              | 448            | ▲443           | 8,760            | 1.1%   | [ 57 ] |
| 2020年度（令和02年度） | 2              | 492            | ▲489           | 22,149           | 0.5%   | [ 57 ] |
| 2021年度（令和03年度） | 2              | 505            | ▲502           | 20,031           | 0.5%   | [ 59 ] |
| 2022年度（令和04年度） | 2              | 412            | ▲409           | 15,184           | 0.7%   | [ 58 ] |

| 年度                   | 収支（百万円） | 収支（百万円） | 収支（百万円） | 営業 係数 （円） | 収支率 | 出典   |
| 年度                   | 運輸 収入      | 営業 費用      | 計             | 営業 係数 （円） | 収支率 | 出典   |
| ---------------------- | -------------- | -------------- | -------------- | ---------------- | ------ | ------ |
| 2019年度（令和元年度） | 29             | 571            | ▲541           | 1,933            | 5.2%   | [ 57 ] |
| 2020年度（令和02年度） | 19             | 642            | ▲622           | 3,231            | 3.1%   | [ 57 ] |
| 2021年度（令和03年度） | 21             | 676            | ▲654           | 3,078            | 3.2%   | [ 59 ] |
| 2022年度（令和04年度） | 19             | 532            | ▲513           | 2,693            | 3.7%   | [ 58 ] |